# Annandale (regione)
Annandale (in gaelico scozzese Srath Anann, letteralmente "Valle dell'Annan") è una regione storica della Scozia, che costituisce l'estrema parte orientale dell'area amministrativa di Dumfries e Galloway.

## Territorio
La regione di Annandale segue il corso del fiume Annan, che nasce dalla collina di Annanhead e sfocia dopo circa 64 km (40 miglia) nell'estuario del Solway, nel mare d'Irlanda, presso l'omonima città, suo principale centro di riferimento. La regione è delimitata dalle colline di Moffat a est e dalle colline di Lowther a ovest.

## Popolazione
Annandale era una regione tipicamente gaelica, esposta però col tempo alla colonizzazione normanna, anche grazie all'influenza del clan Bruce.

## Storia
La regione di Annandale venne data in feudo nel 1124 da re Davide I di Scozia a Robert Bruce, un cavaliere normanno, che divenne quindi il primo signore di Annandale. Il clan Bruce mantenne il controllo su Annandale per più di due secoli, raggiungendo l'apice con l'ascesa al trono di Roberto I di Scozia.
Dopo l'estinzione della casata la regione perse gradualmente d'importanza, fino a ricadere del tutto sotto l'influenza della città di Dumfries e della regione del Galloway, venendo definitivamente assorbita dalla macroregione omonima nel 1889. Le continue incursioni inglesi fino al XVI secolo contribuirono ad impoverire sempre più la zona, che divenne totalmente dipendente dalle regioni limitrofe.